# Konsolata Aguiar-Mella y Díaz
Konsolata Aguiar-Mella y Díaz, Consuelo Aguilar-Mella Díaz (ur. 1898 w Montevideo, zm. 19 września 1936 w Madrycie) – hiszpańska męczennica i błogosławiona Kościoła katolickiego.

## Życiorys
Konsolata Aguiar-Mella y Díaz urodziła się w 1898 roku w wielodzietnej rodzinie. Wraz z rodziną przeniosła się do Madrytu, gdzie wstąpiła do Kolegium pijarów w Carabanchel. Zginęła w czasie wojny domowej w Hiszpanii wraz z siostrą Dolores Aguilar-Mella y Díaz.
Beatyfikowana przez papieża Jana Pawła II w grupie 233 męczenników 11 marca 2001 roku.